# Революционер (фильм, 1990)
«Революционер» (хинди बाग़ी, дословный перевод: «Судьба» / «Революционер») — индийский фильм, снятый на языке хинди и вышедший в прокат 11 декабря 1990 года. Главные роли исполнили Салман Хан и Нагма. Идея фильма принадлежит Салману Хану. Картина заняла 7 место среди самых кассовых фильмов на хинди года, собрав 27,5 млн рупий.

## Сюжет
Студент колледжа Саджан (Салман Хан) попадает вместе с друзьями в бордель, где знакомится с девушкой своей мечты Каджал. Девушка оказывается невинной жертвой владельца борделя Дханраджа и вынуждена работать на него. Влюблённый Саджан получает разрешение провести с Каджал один день вне борделя, но когда время истекает, он отказывается отвести её назад и предлагает ей стать его женой. Но отец Саджана отказывается принять такую невестку, поскольку мечтает, чтобы его сын стал офицером. Дханрадж тоже против их свадьбы, так как боится потерять всех девушек, работающих на него. Саджану предстоит бороться за свою любовь.

## В ролях
- Салман Хан — Саджан Суд
- Нагма — Каджал / Паро
- Шакти Капур — Дханрадж
- Киран Кумар — полковник Д. Н. Суд, отец Саджана
- Бхарат Бхушан — отец Каджал
- Бина Банердджи — миссис Суд, мать Саджана

## Саундтрек
Песня «Tap Tap Tapori» была добавлена в фильм уже после конца съёмок и объявления даты выхода.
Две песни, спетые Кавитой Кришнамурти, дали толчок её будущей карьере.